# Red Faction: Armageddon
Red Faction: Armageddon is een computerspel in ontwikkeling door Volition, Inc. en wordt verwacht in mei 2011. Het is het vierde deel in de Red Faction series.

## Gameplay
Het spel zal veel elementen behouden van zijn voorganger, Red Faction: Guerrilla, zoals verwoestbare gebouwen. Net zoals het vorige spel speelt het spel zich af op Mars. De speler moet vestingwerken van sektariërs terugnemen en kolonisten bevrijden uit buitenaardse cocons. Spelers kunnen ook naar artefacten jagen om nieuwe wapens te maken. Hoewel de oppervlakte niet meer bewoonbaar is, zijn spelers niet beperkt tot de ondergrondse grotten van Mars, ze zullen nog altijd de oppervlakte kunnen verkennen en het tegen de aliens opnemen. Het spel heeft ook een nieuwe modus waarin vier spelers tegen een oneindige aantal aanvallers vechten.